# Капо д'Аква (Потенца)
Капо д'Аква (итал. Capo d'Acqua) је насеље у Италији у округу Потенца, региону Базиликата.
Према процени из 2011. у насељу је живело 37 становника. Насеље се налази на надморској висини од 681 м.